# Agrostophyllum
Agrostophyllum är ett släkte av orkidéer. Agrostophyllum ingår i familjen orkidéer.

## Dottertaxa tillAgrostophyllum, i alfabetisk ordning[1]
- Agrostophyllum acutum
- Agrostophyllum amboinense
- Agrostophyllum appendiculoides
- Agrostophyllum aristatum
- Agrostophyllum arundinaceum
- Agrostophyllum atrovirens
- Agrostophyllum bilobolabellatum
- Agrostophyllum bimaculatum
- Agrostophyllum brachiatum
- Agrostophyllum brevipes
- Agrostophyllum callosum
- Agrostophyllum compressum
- Agrostophyllum crassicaule
- Agrostophyllum curvilabre
- Agrostophyllum cyatheicola
- Agrostophyllum cyathiforme
- Agrostophyllum cycloglossum
- Agrostophyllum cyclopense
- Agrostophyllum denbergeri
- Agrostophyllum dischorense
- Agrostophyllum djararatense
- Agrostophyllum dolychophyllum
- Agrostophyllum earinoides
- Agrostophyllum elatum
- Agrostophyllum elmeri
- Agrostophyllum elongatum
- Agrostophyllum fibrosum
- Agrostophyllum finisterrae
- Agrostophyllum flavidum
- Agrostophyllum fragrans
- Agrostophyllum globiceps
- Agrostophyllum globigerum
- Agrostophyllum glumaceum
- Agrostophyllum graminifolium
- Agrostophyllum grandiflorum
- Agrostophyllum grubbianum
- Agrostophyllum indifferens
- Agrostophyllum inocephalum
- Agrostophyllum javanicum
- Agrostophyllum kaniense
- Agrostophyllum kusaiense
- Agrostophyllum lamellatum
- Agrostophyllum lampongense
- Agrostophyllum laterale
- Agrostophyllum latilobum
- Agrostophyllum laxum
- Agrostophyllum leucocephalum
- Agrostophyllum leytense
- Agrostophyllum longifolium
- Agrostophyllum longivaginatum
- Agrostophyllum luzonense
- Agrostophyllum macrocephalum
- Agrostophyllum majus
- Agrostophyllum malindangense
- Agrostophyllum mearnsii
- Agrostophyllum megalurum
- Agrostophyllum merrillii
- Agrostophyllum mindanense
- Agrostophyllum montanum
- Agrostophyllum mucronatum
- Agrostophyllum myrianthum
- Agrostophyllum neoguinense
- Agrostophyllum niveum
- Agrostophyllum occidentale
- Agrostophyllum palawense
- Agrostophyllum paniculatum
- Agrostophyllum papuanum
- Agrostophyllum parviflorum
- Agrostophyllum patentissimum
- Agrostophyllum pelorioides
- Agrostophyllum philippinense
- Agrostophyllum planicaule
- Agrostophyllum potamophila
- Agrostophyllum rigidifolium
- Agrostophyllum saccatilabium
- Agrostophyllum saccatum
- Agrostophyllum sepikanum
- Agrostophyllum simile
- Agrostophyllum spicatum
- Agrostophyllum stenophyllum
- Agrostophyllum stipulatum
- Agrostophyllum sumatranum
- Agrostophyllum superpositum
- Agrostophyllum tenue
- Agrostophyllum torricellense
- Agrostophyllum trifidum
- Agrostophyllum uniflorum
- Agrostophyllum vanhulstijnii
- Agrostophyllum ventricosum
- Agrostophyllum wenzelii
- Agrostophyllum verruciferum
- Agrostophyllum zeylanicum